# Polycopié de Pirkkala
Le Polycopié de Pirkkala (en finnois : Pirkkalan moniste) est un polycopié de cours réalisé pour une expérience pédagogique d'enseignement de l'histoire par le Ministère de l'Éducation et de la culture de Finlande, sa direction de l'enseignement et la faculté de psychologie de l'université de Tampere.

## Présentation
Préparé par l'enseignant Antti Penttilä, le polycopié est utilisé l'année scolaire 1974-1975 à l'école primaire de Pirkkala (en 5e classe, l'équivalent de la classe de sixième en France).
Le point de vue pris par le polycopié est marxiste. On y souligne que la production dépend de la structure des classes sociales et de l'organisation sociale. Le polycopié fut considéré comme étant de nature prosoviétique et son utilisation comme matériel scolaire provoqua un débat houleux.
Il a été soutenu que le matériau de départ était d'origine soviétique, la plus grande partie étant copiée de manuels scolaires d'histoire imprimés en finnois à Petroskoi durant les années 1950. L'affaire mena à un débat parlementaire en mai 1975 sur les manuels scolaires. Le ministre de l'Éducation nationale de l'époque, Ulf Sundqvist, déclara dans sa réponse aux parlementaires que le polycopié ne remplissait pas les critères d'exigence d'un manuel scolaire. En juin 1975, l'université de Tampere décida d'interrompre l'expérience pédagogique.
Dans les débats ultérieurs, le polycopié de Pirkkala a été considéré comme l'un des exemples de la finlandisation de l'éducation dans les années 1970,. En pratique, l'expérience pédagogique eut cependant un faible impact.